# Raimundo Orsi
Raimundo Bibiani Orsi (født 2. december 1901, død 6. april 1986) var en argentinsk/italiensk fodboldspiller (midtbane/angriber).
Orsi startede med at repræsentere det argentinske landshold, som han både vandt det sydamerikanske mesterskab med i 1927 og OL-sølv med i 1928 i Amsterdam. Ved OL vandt Argentina først 11-2 over USA, derpå 6-3 over Belgien i kvartfinalen og 6-0 over Egypten i semifinalen, inden de i finalen spillede 1-1 mod Uruguay, også efter forlænget spilletid. Derpå blev der spillet en ny kamp tre dage senere, og her vandt Uruguay 2-1 og sikrede sig guldet.
Efter han i 1929 var rejst til Europa for at spille for Juventus, skiftede han til Italien, som han vandt guld med ved VM 1934 på hjemmebane. Han var på banen i alle italienernes kampe i turneringen og scorede tre mål, heriblandt ét i finalesejren over Tjekkoslovakiet.
Året efter rejste Orsi tilbage til Argentina og spillede efterfølgende igen for det argentinske landshold.
På klubplan spillede Orsi for blandt andet Independiente og Boca Juniors i Argentina, for Peñarol i Uruguay, for Flamengo i Brasilien, samt for Juventus i Italien.